# Las Latas, Michoacán de Ocampo
Las Latas är en ort i Mexiko.   Den ligger i kommunen Tacámbaro och delstaten Michoacán de Ocampo, i den södra delen av landet, 260 km väster om huvudstaden Mexico City. Las Latas ligger 2 321 meter över havet och antalet invånare är 217.
Terrängen runt Las Latas är huvudsakligen kuperad, men åt sydväst är den platt. Terrängen runt Las Latas sluttar söderut. Runt Las Latas är det ganska tätbefolkat, med 80 invånare per kvadratkilometer. Närmaste större samhälle är Tacámbaro de Codallos, 13,7 km sydost om Las Latas. I omgivningarna runt Las Latas växer huvudsakligen savannskog.